# Isländische Badmintonmeisterschaft
Die Isländischen Meisterschaften im Badminton werden seit 1949 ausgetragen. Im ersten Jahr wurden nur die reinen Männerdisziplinen ausgespielt, im darauffolgenden Jahr schon alle fünf Disziplinen. Mannschaftsmeisterschaften werden seit 1977 ausgetragen, Juniorenmeisterschaften seit 1990. Internationale Titelkämpfe gibt es in Island seit 1986.

## Die Titelträger
| Saison | Herreneinzel            | Dameneinzel                   | Herrendoppel                                    | Damendoppel                                           | Mixed                                               |
| ------ | ----------------------- | ----------------------------- | ----------------------------------------------- | ----------------------------------------------------- | --------------------------------------------------- |
| 1949   | Einar Jónsson           | nicht ausgetragen             | Friðrik Sigurbjörnsson Guðjón Einarsson         | nicht ausgetragen                                     | nicht ausgetragen                                   |
| 1950   | Ágúst Bjartmarz         | Halla Árnadóttir              | Georg L. Sveinsson Jón Jóhannesson              | Jakobína Jósefsdóttir Unnur Briem                     | Georg L. Sveinsson Unnur Briem                      |
| 1951   | Ágúst Bjartmarz         | Halla Árnadóttir              | Ágúst Bjartmarz Ólafur Guðmundsson              | Jakobína Jósefsdóttir Unnur Briem                     | Þorgeir Ibsen Halla Árnadóttir                      |
| 1952   | Wagner Walbom           | Ebba Lárusdóttir              | Einar Jónsson Wagner Walbom                     | Grethe Zimsen Ragna Hansen                            | Wagner Walbom Unnur Briem                           |
| 1953   | Wagner Walbom           | Ebba Lárusdóttir              | Einar Jónsson Wagner Walbom                     | Ebba Lárusdóttir Ragna Hansen                         | Wagner Walbom Unnur Briem                           |
| 1954   | Wagner Walbom           | Ebba Lárusdóttir              | Einar Jónsson Wagner Walbom                     | Ebba Lárusdóttir Ingveldur Sigurðardóttir             | Wagner Walbom Unnur Briem                           |
| 1955   | Wagner Walbom           | Ebba Lárusdóttir              | Einar Jónsson Wagner Walbom                     | Ebba Lárusdóttir Ragna Hansen                         | Wagner Walbom Ellen Mogensen                        |
| 1956   | Ágúst Bjartmarz         | Ebba Lárusdóttir              | Einar Jónsson Wagner Walbom                     | Ellen Mogensen Júlíana Isebarn                        | Wagner Walbom Ellen Mogensen                        |
| 1957   | Wagner Walbom           | Ebba Lárusdóttir              | Friðrik Sigurbjörnsson Wagner Walbom            | Ebba Lárusdóttir Júlíana Isebarn                      | Wagner Walbom Ellen Mogensen                        |
| 1958   | Ágúst Bjartmarz         | Hansa Jónsdóttir              | Thodir Jónsson Wagner Walbom                    | Ragna Jónsdóttir Rannveig Magnúsdóttir                | Ágúst Bjartmarz Hansa Jónsdóttir                    |
| 1959   | Ágúst Bjartmarz         | Jónína Nieljóhníusardóttir    | Einar Jónsson Óskar Guðmundsson                 | Hulda Guðmundsdóttir Rannveig Magnúsdóttir            | Wagner Walbom Halldóra Thoroddsen                   |
| 1960   | Óskar Guðmundsson       | Jónína Nieljóhníusardóttir    | Lárus Guðmundsson Ragnar Thorsteinsson          | Jónína Nieljóhníusardóttir Sigriður Guðmundsdóttir    | Þorvaldur Ásgeirsson Lovísa Sigurðardóttir          |
| 1961   | Óskar Guðmundsson       | Lovísa Sigurðardóttir         | Lárus Guðmundsson Ragnar Thorsteinsson          | Hulda Guðmundsdóttir Rannveig Magnúsdóttir            | Wagner Walbom Júlíana Isebarn                       |
| 1962   | Jón Árnason             | Lovísa Sigurðardóttir         | Einar Jónsson Wagner Walbom                     | Halldóra Thoroddsen Lovísa Sigurðardóttir             | Lárus Guðmundsson Jónína Nieljóhníusardóttir        |
| 1963   | Óskar Guðmundsson       | nicht ausgetragen             | Lárus Guðmundsson Ragnar Thorsteinsson          | Halldóra Thoroddsen Jónína Nieljóhníusardóttir        | Óskar Guðmundsson Halldóra Thoroddsen               |
| 1964   | Óskar Guðmundsson       | nicht ausgetragen             | Garðar Alfonsson Óskar Guðmundsson              | Halldóra Thoroddsen Jónína Nieljóhníusardóttir        | Óskar Guðmundsson Hulda Guðmundsdóttir              |
| 1965   | Óskar Guðmundsson       | nicht ausgetragen             | Óskar Guðmundsson Rafn Viggósson                | Hulda Guðmundsdóttir Jónína Nieljóhníusardóttir       | Lárus Guðmundsson Jónína Nieljóhníusardóttir        |
| 1966   | Jón Árnason             | nicht ausgetragen             | Jón Árnason Óskar Guðmundsson                   | Hulda Guðmundsdóttir Lovísa Sigurðardóttir            | Jón Árnason Lovísa Sigurðardóttir                   |
| 1967   | Jón Árnason             | nicht ausgetragen             | Jón Árnason Viðar Guðjónsson                    | Hulda Guðmundsdóttir Lovísa Sigurðardóttir            | Jón Árnason Lovísa Sigurðardóttir                   |
| 1968   | Óskar Guðmundsson       | nicht ausgetragen             | Jón Árnason Viðar Guðjónsson                    | Hulda Guðmundsdóttir Rannveig Magnúsdóttir            | Lárus Guðmundsson Jónína Nieljóhníusardóttir        |
| 1969   | Óskar Guðmundsson       | nicht ausgetragen             | Friðleifur Stefánsson Óskar Guðmundsson         | Hulda Guðmundsdóttir Lovísa Sigurðardóttir            | Jón Árnason Lovísa Sigurðardóttir                   |
| 1970   | Óskar Guðmundsson       | nicht ausgetragen             | Haraldur Kornelíusson Steinar Petersen          | Jónína Nieljóhníusardóttir Rannveig Magnúsdóttir      | Haraldur Kornelíusson Hann Lára Köhler              |
| 1971   | Haraldur Kornelíusson   | nicht ausgetragen             | Jón Árnason Viðar Guðjónsson                    | Hann Lára Köhler Lovísa Sigurðardóttir                | Haraldur Kornelíusson Hann Lára Köhler              |
| 1972   | Haraldur Kornelíusson   | nicht ausgetragen             | Haraldur Kornelíusson Steinar Petersen          | Hann Lára Palsdóttir Lovísa Sigurðardóttir            | Haraldur Kornelíusson Hann Lára Palsdóttir          |
| 1973   | Haraldur Kornelíusson   | nicht ausgetragen             | Haraldur Kornelíusson Steinar Petersen          | Hann Lára Palsdóttir Lovísa Sigurðardóttir            | Haraldur Kornelíusson Hann Lára Palsdóttir          |
| 1974   | Haraldur Kornelíusson   | Lovísa Sigurðardóttir         | Haraldur Kornelíusson Steinar Petersen          | Hann Lára Palsdóttir Lovísa Sigurðardóttir            | Haraldur Kornelíusson Hann Lára Palsdóttir          |
| 1975   | Haraldur Kornelíusson   | Lovísa Sigurðardóttir         | Haraldur Kornelíusson Steinar Petersen          | Hann Lára Palsdóttir Lovísa Sigurðardóttir            | Haraldur Kornelíusson Hann Lára Palsdóttir          |
| 1976   | Sigurður Haraldsson     | Lovísa Sigurðardóttir         | Jóhann Kjartansson Sigurður Haraldsson          | Hann Lára Palsdóttir Lovísa Sigurðardóttir            | Steinar Petersen Lovísa Sigurðardóttir              |
| 1977   | Sigurður Haraldsson     | Lovísa Sigurðardóttir         | Jóhann Kjartansson Sigurður Haraldsson          | Hann Lára Palsdóttir Lovísa Sigurðardóttir            | Sigurður Haraldsson Hann Lára Palsdóttir            |
| 1978   | Jóhann Kjartansson      | Kristín Magnúsdóttir          | Jóhann Kjartansson Sigurður Haraldsson          | Hann Lára Palsdóttir Lovísa Sigurðardóttir            | Jóhann Kjartansson Kristín Berglind Kristjánsdóttir |
| 1979   | Jóhann Kjartansson      | Kristín Magnúsdóttir          | Sigurður Kolbeinsson Sigfús Ægir Árnason        | Kristín Magnúsdóttir Kristín Berglind Kristjánsdóttir | Jóhann Kjartansson Kristín Berglind Kristjánsdóttir |
| 1980   | Broddi Kristjánsson     | Kristín Magnúsdóttir          | Jóhann Kjartansson Broddi Kristjánsson          | Kristín Magnúsdóttir Kristín Berglind Kristjánsdóttir | Haraldur Kornelíusson Lovísa Sigurðardóttir         |
| 1981   | Broddi Kristjánsson     | Kristín Magnúsdóttir          | Jóhann Kjartansson Broddi Kristjánsson          | Kristín Magnúsdóttir Kristín Berglind Kristjánsdóttir | Jóhann Kjartansson Kristín Berglind Kristjánsdóttir |
| 1982   | Broddi Kristjánsson     | Þórdís Edwald                 | Guðmundur Adolfsson Broddi Kristjánsson         | Kristín Magnúsdóttir Kristín Berglind Kristjánsdóttir | Broddi Kristjánsson Kristín Magnúsdóttir            |
| 1983   | Broddi Kristjánsson     | Kristín Magnúsdóttir          | Sigfús Ægir Árnason Víðir Bragason              | Kristín Magnúsdóttir Kristín Berglind Kristjánsdóttir | Broddi Kristjánsson Kristín Magnúsdóttir            |
| 1984   | Broddi Kristjánsson     | Kristín Magnúsdóttir          | Þorsteinn Páll Hængsson Broddi Kristjánsson     | Þórdís Edwald Elísabet Þórðardóttir                   | Broddi Kristjánsson Kristín Magnúsdóttir            |
| 1985   | Guðmundur Adolfsson     | Þórdís Edwald                 | Þorsteinn Páll Hængsson Broddi Kristjánsson     | Þórdís Edwald Elísabet Þórðardóttir                   | Broddi Kristjánsson Kristín Magnúsdóttir            |
| 1986   | Broddi Kristjánsson     | Elísabet Þórðardóttir         | Þorsteinn Páll Hængsson Broddi Kristjánsson     | Þórdís Edwald Elísabet Þórðardóttir                   | Broddi Kristjánsson Kristín Magnúsdóttir            |
| 1987   | Þorsteinn Páll Hængsson | Þórdís Edwald                 | Þorsteinn Páll Hængsson Broddi Kristjánsson     | Þórdís Edwald Elísabet Þórðardóttir                   | Þorsteinn Páll Hængsson Þórdís Edwald               |
| 1988   | Broddi Kristjánsson     | Þórdís Edwald                 | Árni Þór Hallgrímsson Ármann Þorvaldsson        | Þórdís Edwald Elísabet Þórðardóttir                   | Árni Þór Hallgrímsson Elísabet Þórðardóttir         |
| 1989   | Broddi Kristjánsson     | Þórdís Edwald                 | Árni Þór Hallgrímsson Ármann Þorvaldsson        | Guðrún Júlíusdóttir Kristín Magnúsdóttir              | Guðmundur Adolfsson Guðrún Júlíusdóttir             |
| 1990   | Broddi Kristjánsson     | Þórdís Edwald                 | Broddi Kristjánsson Þorsteinn Páll Hængsson     | Guðrún Júlíusdóttir Birna Petersen                    | Guðmundur Adolfsson Guðrún Júlíusdóttir             |
| 1991   | Árni Þór Hallgrímsson   | Elsa Nielsen                  | Broddi Kristjánsson Árni Þór Hallgrímsson       | Guðrún Júlíusdóttir Birna Petersen                    | Árni Þór Hallgrímsson Guðrún Júlíusdóttir           |
| 1992   | Broddi Kristjánsson     | Elsa Nielsen                  | Broddi Kristjánsson Árni Þór Hallgrímsson       | Guðrún Júlíusdóttir Birna Petersen                    | Broddi Kristjánsson Ása Pálsdóttir                  |
| 1993   | Broddi Kristjánsson     | Elsa Nielsen                  | Broddi Kristjánsson Árni Þór Hallgrímsson       | Guðrún Júlíusdóttir Birna Petersen                    | Árni Þór Hallgrímsson Guðrún Júlíusdóttir           |
| 1994   | Þorsteinn Páll Hængsson | Elsa Nielsen                  | Broddi Kristjánsson Árni Þór Hallgrímsson       | Þórdís Edwald Elsa Nielsen                            | Broddi Kristjánsson Elsa Nielsen                    |
| 1995   | Broddi Kristjánsson     | Elsa Nielsen                  | Broddi Kristjánsson Árni Þór Hallgrímsson       | Elsa Nielsen Vigdís Ásgeirsdóttir                     | Árni Þór Hallgrímsson Guðrún Júlíusdóttir           |
| 1996   | Tryggvi Nielsen         | Vigdís Ásgeirsdóttir          | Broddi Kristjánsson Árni Þór Hallgrímsson       | Elsa Nielsen Vigdís Ásgeirsdóttir                     | Broddi Kristjánsson Elsa Nielsen                    |
| 1997   | Tryggvi Nielsen         | Vigdís Ásgeirsdóttir          | Broddi Kristjánsson Árni Þór Hallgrímsson       | Elsa Nielsen Vigdís Ásgeirsdóttir                     | Árni Þór Hallgrímsson Vigdís Ásgeirsdóttir          |
| 1998   | Broddi Kristjánsson     | Elsa Nielsen                  | Broddi Kristjánsson Árni Þór Hallgrímsson       | Elsa Nielsen Vigdís Ásgeirsdóttir                     | Árni Þór Hallgrímsson Drífa Harðardóttir            |
| 1999   | Tómas Viborg            | Elsa Nielsen                  | Broddi Kristjánsson Guðmundur Adolfsson         | Elsa Nielsen Brynja Pétursdóttir                      | Broddi Kristjánsson Drífa Harðardóttir              |
| 2000   | Tómas Viborg            | Elsa Nielsen                  | Sveinn Sölvason Tryggvi Nielsen                 | Elsa Nielsen Brynja Pétursdóttir                      | Tómas Viborg Brynja Pétursdóttir                    |
| 2001   | Tómas Viborg            | Brynja Pétursdóttir           | Sveinn Sölvason Tryggvi Nielsen                 | Vigdís Ásgeirsdóttir Ragna Ingólfsdóttir              | Tómas Viborg Brynja Pétursdóttir                    |
| 2002   | Broddi Kristjánsson     | Sara Jónsdóttir               | Tryggvi Nielsen Sveinn Sölvason                 | Ragna Ingólfsdóttir Vigdís Ásgeirsdóttir              | Tryggvi Nielsen Elsa Nielsen                        |
| 2003   | Sveinn Sölvason         | Ragna Ingólfsdóttir           | Broddi Kristjánsson Helgi Jóhannesson           | Ragna Ingólfsdóttir Katrín Atladóttir                 | Sveinn Sölvason Drífa Harðardóttir                  |
| 2004   | Tryggvi Nielsen         | Ragna Ingólfsdóttir           | Tryggvi Nielsen Sveinn Sölvason                 | Drífa Harðardóttir Sara Jónsdóttir                    | Sveinn Sölvason Drífa Harðardóttir                  |
| 2005   | Helgi Jóhannesson       | Ragna Ingólfsdóttir           | Broddi Kristjánsson Helgi Jóhannesson           | Sara Jónsdóttir Ragna Ingólfsdóttir                   | Magnús Ingi Helgason Tinna Helgadóttir              |
| 2006   | Helgi Jóhannesson       | Ragna Ingólfsdóttir           | Broddi Kristjánsson Helgi Jóhannesson           | Ragna Ingólfsdóttir Katrín Atladóttir                 | Helgi Jóhannesson Drífa Harðardóttir                |
| 2007   | Magnús Ingi Helgason    | Ragna Ingólfsdóttir           | Helgi Jóhannesson Magnús Ingi Helgason          | Ragna Ingólfsdóttir Katrín Atladóttir                 | Helgi Jóhannesson Ragna Ingólfsdóttir               |
| 2008   | Helgi Jóhannesson       | Ragna Ingólfsdóttir           | Helgi Jóhannesson Magnús Ingi Helgason          | Ragna Ingólfsdóttir Katrín Atladóttir                 | Magnús Ingi Helgason Tinna Helgadóttir              |
| 2009   | Helgi Jóhannesson       | Tinna Helgadóttir             | Helgi Jóhannesson Magnús Ingi Helgason          | Erla Björg Hafsteinsdóttir Tinna Helgadóttir          | Magnús Ingi Helgason Tinna Helgadóttir              |
| 2010   | Helgi Jóhannesson       | Ragna Ingólfsdóttir           | Helgi Jóhannesson Magnús Ingi Helgason          | Ragna Ingólfsdóttir Katrín Atladóttir                 | Magnús Ingi Helgason Tinna Helgadóttir              |
| 2011   | Magnús Ingi Helgason    | Ragna Ingólfsdóttir           | Helgi Jóhannesson Magnús Ingi Helgason          | Ragna Ingólfsdóttir Katrín Atladóttir                 | Magnús Ingi Helgason Tinna Helgadóttir              |
| 2012   | Kári Gunnarsson         | Ragna Ingólfsdóttir           | Helgi Jóhannesson Magnús Ingi Helgason          | Ragna Ingólfsdóttir Katrín Atladóttir                 | Atli Jóhannesson Snjólaug Jóhannsdóttir             |
| 2013   | Kári Gunnarsson         | Tinna Helgadóttir             | Helgi Jóhannesson Magnús Ingi Helgason          | Elín Þóra Elíasdóttir Rakel Jóhannesdótir             | Magnús Ingi Helgason Tinna Helgadóttir              |
| 2014   | Kári Gunnarsson         | Tinna Helgadóttir             | Atli Jóhannesson Kári Gunnarsson                | Erla Björg Hafsteinsdóttir Tinna Helgadóttir          | Magnús Ingi Helgason Tinna Helgadóttir              |
| 2015   | Kári Gunnarsson         | Tinna Helgadóttir             | Atli Jóhannesson Kári Gunnarsson                | Drífa Harðardóttir Tinna Helgadóttir                  | Daniel Thomsen Margrét Jóhannsdóttir                |
| 2016   | Kári Gunnarsson         | Margrét Jóhannsdóttir         | Atli Jóhannesson Kári Gunnarsson                | Drífa Harðardóttir Tinna Helgadóttir                  | Daniel Thomsen Margrét Jóhannsdóttir                |
| 2017   | Kári Gunnarsson         | Margrét Jóhannsdóttir         | Davíð Bjarni Björnsson Kristófer Darri Finnsson | Margrét Jóhannsdóttir Sigríður Árnadóttir             | Daniel Thomsen Margrét Jóhannsdóttir                |
| 2018   | Kári Gunnarsson         | Margrét Jóhannsdóttir         | Daníel Jóhannesson Jónas Baldursson             | Margrét Jóhannsdóttir Sigríður Árnadóttir             | Kristófer Darri Finnsson Erla Björg Hafsteinsdóttir |
| 2019   | Kári Gunnarsson         | Margrét Jóhannsdóttir         | Davíð Bjarni Björnsson Kristófer Darri Finnsson | Drífa Harðardóttir Erla Björg Hafsteinsdóttir         | Kristófer Darri Finnsson Margrét Jóhannsdóttir      |
| 2020   | Kári Gunnarsson         | Margrét Jóhannsdóttir         | Davíð Bjarni Björnsson Kristófer Darri Finnsson | Margrét Jóhannsdóttir Sigríður Árnadóttir             | Kristófer Darri Finnsson Drífa Harðardóttir         |
| 2021   | Daníel Jóhannesson      | Júlíana Karitas Jóhannsdóttir | Davíð Bjarni Björnsson Kristófer Darri Finnsson | Drífa Harðardóttir Elsa Nielsen                       | Kristófer Darri Finnsson Drífa Harðardóttir         |
| 2022   | Daníel Jóhannesson      | Júlíana Karitas Jóhannsdóttir | Davíð Bjarni Björnsson Kristófer Darri Finnsson | Arna Karen Jóhannsdóttir Sigríður Árnadóttir          | Kristófer Darri Finnsson Drífa Harðardóttir         |
| 2023   | Daníel Jóhannesson      | Gerda Voitechovskaja          | Davíð Bjarni Björnsson Kristófer Darri Finnsson | Arna Karen Jóhannsdóttir Sigríður Árnadóttir          | Davíð Bjarni Björnsson Arna Karen Jóhannsdóttir     |
| 2024   | Kári Gunnarsson         | Gerda Voitechovskaja          | Davíð Bjarni Björnsson Kristófer Darri Finnsson | Drífa Harðardóttir Gerda Voitechovskaja               | Davíð Bjarni Björnsson Arna Karen Jóhannsdóttir     |
| 2025   | Gústav Nilsson          | Gerda Voitechovskaja          | Davíð Bjarni Björnsson Kristófer Darri Finnsson | Arna Karen Jóhannsdóttir Sigríður Árnadóttir          | Kristófer Darri Finnsson Drífa Harðardóttir         |